# Ficus religiosa
La pipal o higuera pipal (Ficus religiosa) es una especie del género Ficus, nativa de Nepal, India, sudoeste de China, Indochina, este de Vietnam.

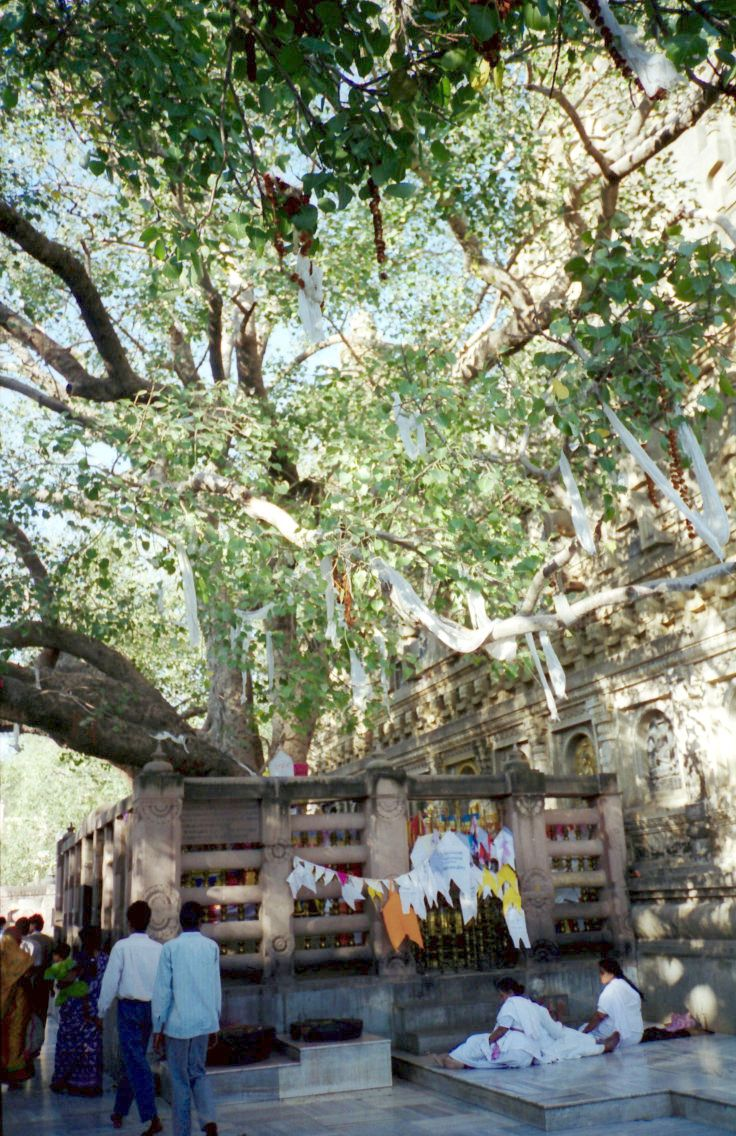
Un Ficus religiosa en el Templo de Mahabodhi. Propagado de Sri Maha Bodhi, del original "árbol de Bodhi" en esta localidad.

No se debe confundir con el árbol baniano (Ficus bengalensis, higuera de Bengala o higuera de la India).

## Descripción
La higuera pipal es un gran árbol de estación seca, caducifolio o semi-siempreverde, de más de 30 m de altura y con un diámetro de tronco de más de 3 m.
Las hojas son cordadas con un distintivo zarcillo en la punta; de 10-17 cm de longitud y 8-12 cm de ancho, con pecíolo de 6-10 cm. El fruto es un pequeño higo de 1-1,5 cm de diámetro, verde que madura a púrpura. Es polinizado por avispas de los higos del género Pegoscapus.

## Historia
Los seguidores del budismo, el hinduismo y el jainismo consideran sagrado a este árbol, y por eso lleva el apelativo «higuera sagrada».
Según la tradición budista, Siddhartha Gautama alcanzó el nirvana (convirtiéndose en el Buda número 28) después de haber estado meditando bajo un árbol de esta especie, el árbol Bodhi, en Bodh Gaya (estado de Bijar, en el norte de la India). El árbol original fue destruido por la esposa del rey Ashoka. Se supone que el árbol que se encuentra actualmente en ese lugar es un descendiente directo del anterior.
Otro árbol importante es el Sri Maha Bodhi (otro supuesto descendiente del árbol Bodhi original de Buda), en Anuradhapura, Sri Lanka.
Está registrado que fue plantado en el 288 a. C., por lo que es la angiosperma con mayor antigüedad verificada del mundo. Muchos árboles se han multiplicado a partir de ese antiquísimo árbol.
En la actualidad, muchos sadhús (ascetas) hinduistas y budistas aún meditan debajo de estos árboles sagrados.

## Árbol Plakshá

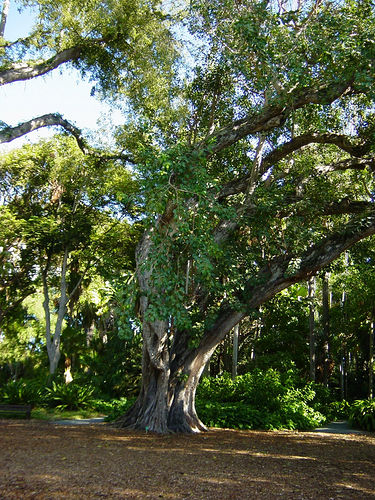
Una higuera sagrada en el Foster Botanical Garden de Honolulu (Hawái).

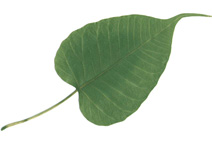
Hoja del árbol plakshá (Ficus religiosa).

Según el Sanskrit-English Dictionary del británico Monier Monier-Williams (1819-1899), el término sánscrito plakshá se refiere al árbol Ficus infectoria, mencionado en el Átharva vedá y al árbol Thespesia Populneoides.
También Macdonell & Keith (1912) opinan lo mismo. Tradicionalmente el término se ha asociado también al Ficus religiosa. 
En textos hindúes, el árbol plakshá se asocia con la fuente del río Sárasuati.
El texto Skandá puraná dice que el río Sárasuati se origina de la jarra del dios Brahmá y fluye desde plakshá a los Himalayas.
Según el Vamaná-purana 32.1-4, el río Sáraswati nace de un árbol plaksá (o pipal).
El término plakshá pra-sravana indica el lugar donde nace el río Sárasuati.
En los Rigveda Sutras, Plakshá Pra-sravana refiere a la fuente del Sarasvati.
También se llama Plakshá Duipa (la isla de las higueras) a un inmenso continente mítico dwip dvippa con forma concéntrica que estaría más allá del océano de agua salada, rodeando Eurasia.

## Taxonomía
Ficus religiosa fue descrita por Carlos Linneo y publicado en Species Plantarum 2: 1059. 1753.
Etimología
Ficus: nombre genérico que se deriva del nombre dado en latín al higo.
religiosa: epíteto latino que significa "sagrada".
Sinonimia
- Ficus caudata Stokes
- Ficus peepul Griff.
- Ficus religiosa var. cordata Miq.
- Ficus religiosa var. rhynchophylla Miq.
- Ficus rhynchophylla Steud.
- Ficus superstitiosa Link
- Urostigma affine Miq.
- Urostigma religiosum (L.) Gasp.[8]

## Nombres comunes
- higuera de las pagodas
- higuera sagrada
- álamo
- árbol bo
- bo, en cingalés
- pipal o pippala
- áshuatha (‘donde [bajo el cual] hay caballos’, siendo áshua: ‘caballo’ y stha: ‘estar’)